# ギヨーム6世 (アキテーヌ公)

11世紀初頭のフランス

ギヨーム6世・ダキテーヌ（Guillaume VI d'Aquitaine, 1004年 - 1038年12月15日）は、アキテーヌ公およびポワティエ伯（ギヨーム4世）（在位：1030年 - 1038年）。ル・グロ（le Gros, 肥満公）と称された。

## 家族
ギヨーム5世とその最初の妃アダルモード・ド・リモージュの息子。父ギヨーム5世の第一子で長男に当たる。
異母弟にアキテーヌ公・ポワティエ伯となったギヨーム7世、ウード、ギヨーム8世、異母妹にアルマニャック伯ジェロー1世夫人アドレース、神聖ローマ皇后アニェスがいる。

## 経歴
1030年1月31日に父ギヨーム5世が亡くなった直後、ギヨーム6世がポワティエ伯位を継いだ後、おそらくモントルイユ＝ベレの小貴族の娘であったとされるウスタシー（Eustachie）という名の女性と結婚した。
すると、アキテーヌ公領内で主な側近であった家臣達が君主夫婦の近辺から失踪する事件が起きており、この事件は家臣達にギヨーム6世への援助手段がないことだけでなく、潜在的な不満があったことも反映している。
ギヨーム6世は1032年にポワティエに総督（仏：prévôt(フランス語版)）を任命し、行政の端緒を開いた。
翌年1033年9月20日にサン＝ジュアン＝ド＝マルヌ近辺で、ギヨーム6世はアンジュー伯ジョフロワ2世マルテル (フルク3世の息子)  に襲撃され、捕えられ、捕虜として連行された。しかし、わずか3年後に保釈金を支払ったため釈放された。
そして1036年にギヨームは直ちに戦闘に復帰したが、再びアンジュー伯ジョフロワ2世に撃退され、オレロン島を譲渡することになった。
ギヨーム6世は治世中に亡父ギヨーム5世の3人目の妃で、父との死別後にアンジュー伯ジョフロワ2世と再婚した継母アニェス・ド・ブルゴーニュとの対立に直面することとなった。
1038年12月15日にギヨーム6世は子女なく死去した。異母弟ウード（父ギヨーム5世の2人目の妃ブリスク・ド・ガスコーニュの息子）がポワティエ伯位及びアキテーヌ公位を継承した。

## 関連記事
- ポワティエ家
- アキテーヌ公
- ポワトゥー